# Robert de Port
Robert de Port, también Robert de Forth y Robert Porth, fue un noble caballero anglonormando, señor de Bethshanger, condestable y custodio de los cinco puertos del castillo de Dover. De ascendencia desconocida, los primeros genealogistas sugirieron que pertenecía a la familia de Hugo de Port, que en los tiempos de la conquista de Inglaterra era una baronía con un poder considerable, pero actualmente se rechaza pues no existen fuentes fiables que confirmen este dato.
Tras la caída de Odon de Bayeux, Robert fue uno de los ocho caballeros elegidos para la protección del castillo de Dover por John de Fiennes, para ello proporcionó 12 caballeros durante 16 semanas por 12 honores de caballero. Por su lealtad también recibió de Guillermo el Conquistador cincuenta honorarios de caballero por sus servicios militares, provenientes de tierras que anteriormente pertenecían a Oswald, un sajón. Fue el primer capitán responsable del mantenimiento de la Torre de Forth, por el que le asignaron diez honorarios de caballero. Aparte de estos datos, las fuentes históricas no detallan las contribuciones específicas de Robert de Port al desarrollo normando del castillo.
Poco después de que terminara la guardia del castillo por caballeros, esta torre de desmoronó y tras ser restaurada durante el reinado de María I de Inglaterra, se la conoció como la Torre de la Reina María.